# Eric Brevig
Eric Brevig (nacido en 1957) es un director de cine y supervisor de efectos visuales estadounidense, conocido por su trabajo en varias películas de cine y programas de televisión más importantes. Era supervisor de efectos visuales y director de segunda unidad en el 2001, Jerry Bruckheimer / Michael Bay drama de acción de Pearl Harbor. Fue el director de la película El Oso Yogui que se encarga de darle vida a la película y también se ha encargado de darle vida a muchas de las películas de Disney.
Desde sus días de escuela de cine de la Universidad de California en Los Ángeles, Brevig había estado fascinado con el potencial de 3D para la producción de películas de acción en vivo, y aprendió todo lo que pudo sobre el tema. Durante la producción de 1986 de Capitán EO corto para los parques temáticos de Disney que fue sustancialmente responsable de supervisar los aspectos técnicos de la fotografía en 3D. Después de las asignaciones de varios segundos de director de la unidad en cargada de efectos especiales de películas como Hombres de Negro y Pearl Harbor de Michael Bay, experiencia previa en 3D de Brevig y la experiencia resultó ser el factor que le ayudó a conseguir trabajo de su primer Director en toda regla cuando se le ofreció la oportunidad de dirigir la película de 2008 Viaje al centro de la tierra 3-D (un cine de Nueva Línea de liberación), el primer largometraje de ficción rodado íntegramente en 3D digital. Se dirigió al lado Oso Yogui , otra película en 3-D, para Warner Bros., y es el encargado de dirigir un 3-D guerra de Corea drama, de 17 días de invierno , sobre el 1950 Batalla de Chosin . [1] de 17 días de invierno , espera que cueste $ 80-100 millones de dólares, fue estrenada en Corea y Nueva Zelanda durante el invierno de 2010 a 2011 para el año 2012 la liberación.

## Premios y nominaciones
Premios Óscar
| Año  | Categoría                | Película      | Resultado |
| ---- | ------------------------ | ------------- | --------- |
| 1991 | Mejores efectos visuales | Desafío total | Ganador   |
| 1992 | Mejores efectos visuales | Hook          | Nominado  |
| 2002 | Mejores efectos visuales | Pearl Harbor  | Nominado  |